# Oneta
Oneta [oˈneːta] (Onéda [oˈneda] in dialetto bergamasco) è un comune italiano sparso di 572 abitanti della provincia di Bergamo, in Lombardia. Ha una superficie territoriale con un'altimetria che arriva a 1 231 m s.l.m.
Situato nella val del Riso, laterale della val Seriana, dista circa 32 chilometri a nord dal capoluogo orobico.

## Origini del nome
Il toponimo attuale è di derivazione latina, indicante la presenza della dominazione romana: alneta (o alnetum) deriva infatti da alnus che tradotto sta a significare ontano, pianta di cui il territorio era particolarmente ricca.

## Storia
I primi insediamenti umani presenti sul territorio risalgono ad epoche molto lontane: i resti archeologici più antichi (del 2500-1200 a.C.) rinvenuti sul territorio circostante provano difatti lo stanziamento di popolazioni pre-celtiche in stretto contatto con la civiltà dei Camuni. Dopo il 1200 a.C. anche a Oneta si insediarono popolazioni provenienti dall'Europa centrale: i Celti. Solo dopo molti secoli le miniere della zona (zinco e piombo) conoscono lo sfruttamento intensivo da parte degli Etruschi, popolo di cui Oneta subisce la pesante espansione del 600 a.C. In tal senso sono riportate testimonianze degli storici romani Strabone e Plinio il Vecchio (nel Naturalis Historia), i quali attestano l'esistenza di attività estrattive nella zona.
Con i Romani infatti Oneta stringe stretti rapporti a scopo difensivo a seguito della discesa dei Galli Senoni del 428 a.C. È nel 196 a.C., anno della definitiva vittoria dei Romani sui Senoni che il paese assume il nome latino Alnetum. Il popolo di tutta la valle entra quindi gradatamente a far parte del sistema municipale dipendente dai Romani.
Le miniere fecero in modo che la zona prosperasse a lungo, sia in epoca medievale fino ai giorni nostri. Soltanto nella seconda parte del XX secolo queste caddero in disuso, provocando una grave crisi economica in tutta la valle del Riso.
Il territorio subisce le invasioni dapprima dei Goti di Alarico (401 d.C.) e successivamente degli Unni di Attila (450), ma saranno i Longobardi di Alboino ad insediarsi stabilmente e a costituire l'etnia e la cultura di Oneta (così come in tutta la Langobardia Maior) fin dal 569.
I primi documenti scritti che attestano l'esistenza del paese risalgono tuttavia all'anno 774, quando Carlo Magno in persona emanò un editto in cui si impegnava a cedere gran parte delle terre dell'alta valle Seriana, tra cui appunto Oneta, all'abbazia dei monaci di Tours.
Nel 1026, questi monaci permutarono a loro volta queste terre con altri terreni, a favore del vescovo di Bergamo. La costituzione del comune autonomo di Oneta, avvenuta nel XII secolo, fece sì che lo stesso vescovo donasse gran parte dei suoi beni (edifici e terreni) alla neonata entità amministrativa.
In epoca medievale il paese, appartenente alla ‘'facta'’ di San Lorenzo, risentì delle lotte tra fazioni guelfe e ghibelline, anche a causa della sua condizione strategica. Le lotte si protrassero fino al 1427 quando una delegazione di abitanti, unita ad esponenti di altri paesi limitrofi, si recò a Venezia, per porre fine alle vessazioni viscontee, affinché il paese passasse sotto la giurisdizione della Serenissima.
Insieme con tutte le popolazioni bresciane e bergamasche che nel 1427 (battaglia di Maclodio) entrarono a far parte della Serenissima, il comune di Oneta vive un periodo di fiorente prosperità economica e culturale.
Solo la sanguinosa discesa delle truppe napoleoniche, cui gli abitanti si opposero strenuamente, pose fine al lungo sodalizio con la Serenissima con il Trattato di Campoformio (1797). Napoleone infatti cedette i territori della Venetia occidentale (precipuamente Bergamo e Brescia) alla Francia, mentre il resto della Venetia passò sotto il dominio austriaco.
All'inizio del XIX secolo vi fu un accorpamento che vide coinvolti Gorno ed Oneta, ma la nuova entità amministrativa non durò più di una decina di anni, a causa delle forti proteste degli abitanti.
Al termine della Seconda Guerra Mondiale a Oneta cessa definitivamente l'attività mineraria e le miniere vengono definitivamente chiuse e il paese soffre per alcuni decenni di una grave crisi economica.

### Simboli
Lo stemma è stato concesso con regio decreto del 22 maggio 1933.
Nella prima partizione è delineato il profilo del monte Alben di
2 029 metri, sul quale si erge una croce e alle cui falde si trova il comune con i suoi pascoli; nella seconda la lampada da minatore accesa rappresenta il lavoro nelle miniere di zinco e piombo.
Il gonfalone, concesso con regio decreto del 19 ottobre 1933, è costituito da un drappo di rosso.

## Monumenti e luoghi d'interesse
Il territorio comunale presenta una grande quantità di itinerari naturalistici adatti ad ogni esigenza: si va dalla tranquilla scampagnata adatta a chiunque, all'escursione riservata ad utenti più esperti e allenati, ma anche a percorsi percorribili in mountain-bike. Durante il periodo invernale sono molti gli escursionisti che amano cimentarsi con lo sci alpinismo.
Di notevole importanza è il santuario della Madonna del Frassino, risalente al 1502. Posto sulle pendici del monte Alben, custodisce affreschi e sculture di buon pregio, ed è tuttora meta di pellegrinaggio da parte degli abitanti.
Importanti sono anche le chiese parrocchiali del capoluogo e delle frazioni Cantoni intitolata a sant'Antonio abate e Chignolo.
La prima risale al XVI secolo e, dedicata all'Assunta, possiede importanti opere tra cui alcune di Andrea Fantoni ed un campanile che originariamente era utilizzato come torre in epoca medievale.
La seconda chiesa parrocchiale è dedicata a Sant'Antonio abate e documentata dal 1575, mentre la terza è intitolata a San Bartolomeo e risale a un periodo compreso tra il XVII e il XVIII secolo.
Da visitare anche il santuario della Madonna del Frassino situato a circa 2 km dal capoluogo Villa.

## Società

### Evoluzione demografica
Abitanti censiti

## Amministrazione
| Periodo        | Periodo        | Primo cittadino    | Partito                                   | Carica  | Note |
| -------------- | -------------- | ------------------ | ----------------------------------------- | ------- | ---- |
| 14 giugno 2004 | 7 giugno 2009  | Angelo Dallagrassa | lista civica                              | Sindaco |      |
| 8 giugno 2009  | 24 maggio 2014 | Cesarina Bendotti  | lista civica Piccolo comune grandi valori | Sindaco |      |
| 25 maggio 2014 | in carica      | Angelo Dallagrassa | lista civica Uniti per Oneta              | Sindaco |      |